# Ulf Wakenius

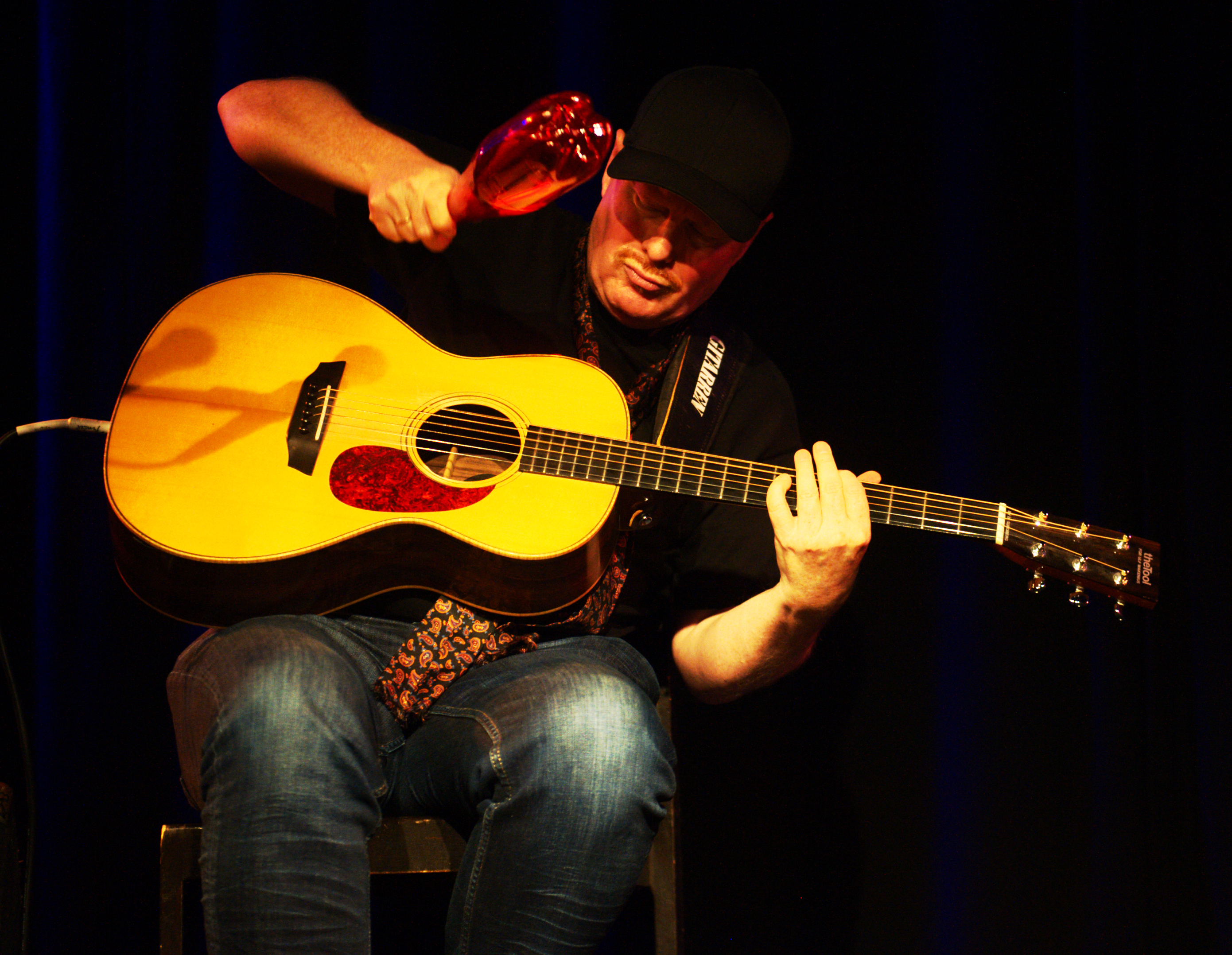
Ulf Wakenius bei einem Konzert mit seinem Sohn Eric Wakenius in der Bessunger Knabenschule in Darmstadt am 25. November 2016

Ulf Wakenius (* 16. April 1958 in Halmstad, Schweden) ist ein schwedischer Jazzgitarrist und Komponist.

## Leben und Wirken
Wakenius begeisterte sich anfangs für Blues- und Rockgitarristen. Seinen Übergang zum Jazz schreibt Wakenius in einem Interview dem Hören von John McLaughlin in dessen Mahavishnu Orchestra zu. Zwischen 1974 und 1981 gehörte er zu dem von Susanna Lindeborg und Ove Johansson geleiteten Quintett Mwendo Dawa. In den 1980er Jahren spielte er mit Peter Almqvist in Guitars Unlimited und vertrat mit ihm 1985 Schweden beim Melody Grand Prix. 
Aus einem Aufenthalt in Rio de Janeiro entstand 1987 das Album Let’s Vamos (Sonet) mit dem brasilianischen Akkordeonspieler Sivuca. Um diese Zeit begann auch die Zusammenarbeit mit dem dänischen Bassisten Niels-Henning Ørsted Pedersen, mit dem er mehrere Platten bei Verve veröffentlichte (This is all I ask, 1998, Those who were, 1996). Anfang der 1990er Jahre nahm er mit seiner eigenen Ulf Wakenius Group auf (u. a. mit dem Trompeter Randy Brecker und dem Schlagzeuger Jack DeJohnette). Im Laufe der Zeit spielte er mit zahlreichen Jazzmusikern wie Steve Coleman, Gary Thomas, Herbie Hancock, Roy Hargrove, Milt Jackson, Joe Henderson, Art Farmer, Toots Thielemans, Dennis Chambers. Auf der JazzBaltica 2003 spielte er mit Pat Metheny.
Ab 1997 war er Mitglied des Quartetts von Oscar Peterson (Summernight in Munich, Telarc, 1999, Trail of Dreams, Telarc 2000 mit Michel Legrand). Mit dem Trio von dessen ehemaligem Bassisten Ray Brown nahm er mehrere Alben auf: Summertime (1998), Seven steps to heaven (1999) und Some of my best friends are guitarplayers (Telarc, 2001, neben Wakenius auch Herb Ellis, John Pizzarelli, Russell Malone, Kenny Burrell; mit Browns Trio ist er auch auf einer Duke-Ellington-Tribut-Platte Duke Ellington Swings, Telarc 1999, mit Brown’s Trio zu hören).
2005 erhielt er den schwedischen Jazzpreis Django d’Or.

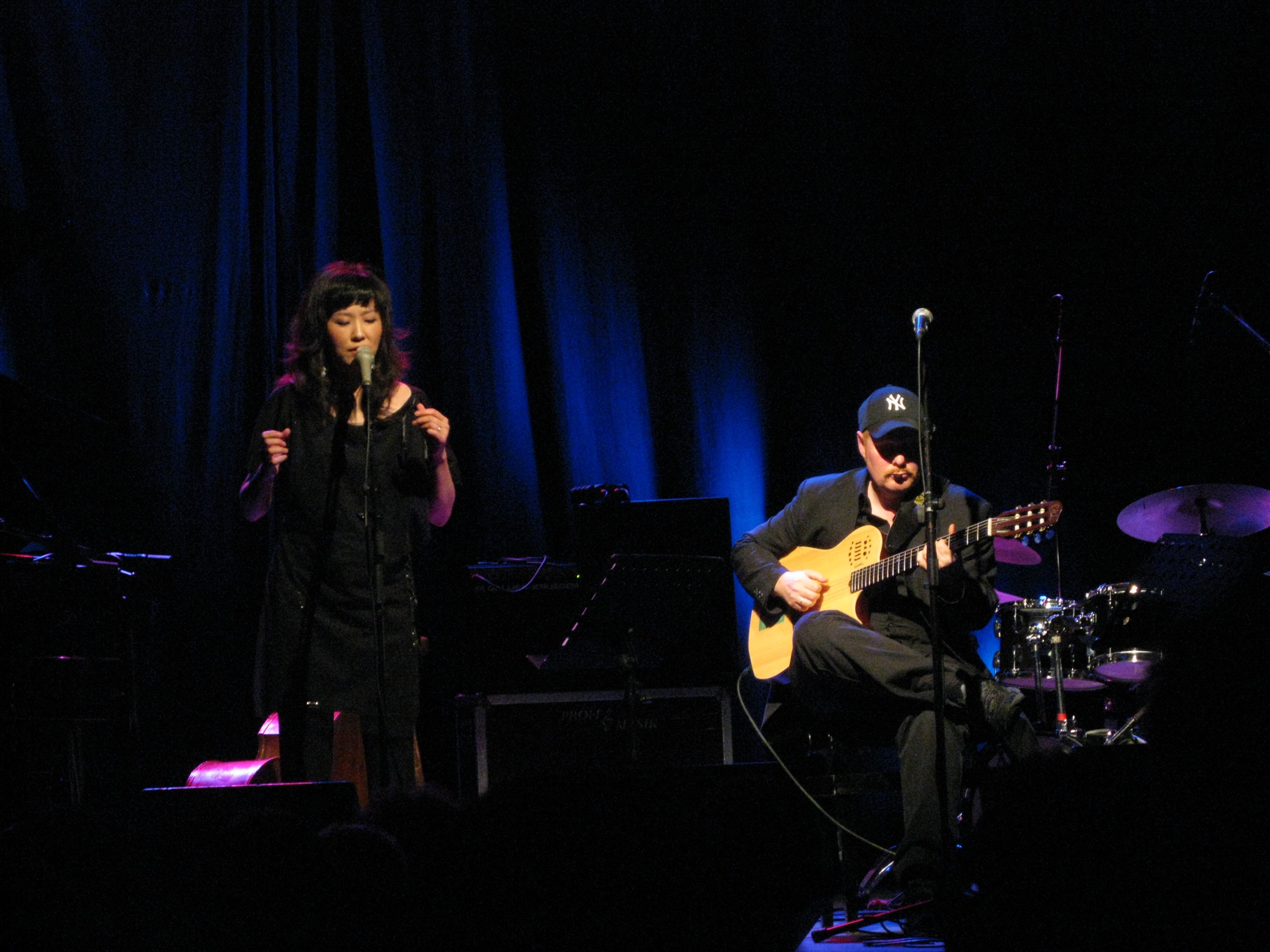
Ulf Wakenius und Youn Sun Nah (2009)

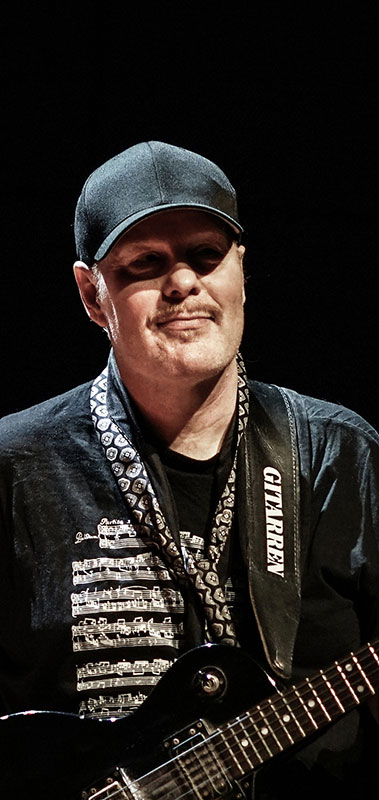
Ulf Wakenius, Dänemark 2018

## Diskographie (Auswahl)
Als Leader:
- Venture (1991) mit Jack DeJohnette, Bill Evans, Bob Berg, Randy Brecker, Niels Lan Doky, Chris Minh Doky, Lars Danielsson
- Enchanted Moments (Dragon Records, 1997) mit Lars Jansson, Klavier, Lars Danielsson, Bass, Raymond Karlsson, Schlagzeug
- Dig In (Sittel, 1997) mit Gösta Rundqvist, Klavier, Yasuhito Mori, Bass, Jukkis Uotila, Schlagzeug
- The Guitar Artistry of Ulf Wakenius (Dragon, 2002)
- Tokyo Blue (Spice of Life, 2003) (mit Carsten Dahl Klavier, Morten Lund Schlagzeug, Yasuhito Mori Bass)
- Forever You (Stunt, 2003) (akustische Gitarre, mit Carsten Dahl, Morten Lund, Lars Danielsson, letzterer auch Cello)
- Checkin' In (Megaphon, 2004)
- Notes from the Heart – the Music of Keith Jarrett (ACT, 2005) (akustische Gitarre, mit Morten Lund, Lars Danielsson, letzterer spielt auch Klavier)
- Vagabond (ACT, 2012) (mit Lars Danielsson und Vincent Peirani)
- Momento Magico (ACT, 2014)
- Taste of Honey (ACT, 2020) mit (Lars Danielsson und Magnus Östrom)